# Muticaria
Muticaria é um género de gastrópode  da família Clausiliidae.
Este género contém as seguintes espécies:
- Muticaria macrostoma